# Utebo Fútbol Club
El Utebo Fútbol Club es un club de fútbol español de la localidad zaragozana de Utebo, en Aragón. Fundado en 1924, es uno de los decanos del fútbol aragonés y uno de los primeros en inscribirse a la Federación Aragonesa de Fútbol tras su fundación. Actualmente compite en Segunda Federación (Grupo II).

## Historia
Fundado en 1924 es uno de los clubes en activo más antiguos del fútbol aragonés, además de también ser un veterano de la Tercera División de España con más de tres décadas de experiencia en la categoría. Asimismo, el equipo obtuvo el ascenso a la Segunda División B de España, categoría en la que se mantuvo una temporada, en la 1993-94.
El mayor hito del club es el reciente ascenso a la categoría de 2.ª RFEF obtenido en la temporada 2021-22.

### Cambio de directiva
Dada la anunciada marcha del político Gabriel Gañarul en 2021 después de más de dos décadas como presidente. Se le ofrece el cargo Alfonso Orcajo Soler, hijo de toda una institución en el club como fue su padre Alfonso Orcajo. El acepta el reto y emprende una nueva era de éxitos en el club junto a su nueva directiva de confianza, contando con: Chencho Morales (tesorero), Luis Cazorla (director deportivo) y Teddy López Morlas (delegado). Estando ayudados a la vez en distintas funciones por Simón Rosales, Javier Gracia, Ignacio López Morlas, Valentín Gutiérrez, Javier Morlas, Donovan, José María Gutiérrez y colaboradores. Tras la decisión de darle un giro al club de 180⁰, con el fin de ampliar y potenciar el fútbol base y seguir afianzando el 3.ª División en la categoría que estaba al coger las riendas.
En su primer año pasan de 7 a 17 equipos en el club y consiguen cuatro ascensos. Incluido, ante la sorpresa de todos, el del 3.ª División a 2.ª RFEF en Las Rozas (Madrid). Apoyado por más de 500 aficionados desplazados desde la localidad maña, repartidos en seis autobuses y coches particulares, en una emocionante final contra el Almería B.

### Ascenso y buena temporada
Sin tiempo casi para la celebración el club emprendió el reto de intentar afrontar la siguiente temporada de la mejor manera posible, como la prioridad de renovar al entrenador Juan Carlos Beltrán junto con la contratación de un nuevo director deportivo Quique García, ya que el anterior, Luis Cazorla, tuvo que dejar el cargo  por incompatibilidad en el trabajo. Juntos comenzaron a configurar la plantilla, mientras tanto el club empezó a trabajar en ampliar el presupuesto, apoyándose en una nueva captación de socios, ayuntamiento y sobre todo en patrocinadores y colaboradores obteniendo tanto en socios como en esto último una ampliación considerable
Ante un inicio irregular de temporada el equipo empieza adaptarse a la categoría y los jugadores al sistema del entrenador, logrando encaramarse y ante la sorpresa de todos a las primeras posiciones de la tabla con un buen juego y gracias también a la explosión del delantero cedido por el Andorra FC Berto que con su potencia y goles se convierte en el nuevo ídolo de la afición.
El 13 de noviembre se juega el partido de Copa del Rey contra el A. D. Mérida, con un ambiente espectacular en Santa Ana, más de 2000 personas, ampliado el aforo por el Ayuntamiento con gradas supletorias y cuatro torres de luz para cumplir con las exigencias de Federación. Se juega un emocionantísimo partido con el resultado final de 2 a 2 llagándose a la prórroga y después a los penaltis, siendo más certero el Mérida y llevándose el pase a la siguiente ronda.
De vuelta a la liga el equipo acaba la primera vuelta en 2.ª posición detrás del Sestao que se muestra intratable y firmes candidato a todo. En el mercado de invierno el club sufre un pequeño revés, Berto máximo goleador del equipo y del grupo con 10 tantos es fichado por el Betis para incorporarlo en su equipo filial. Su posición la cubre otro goleador contrastado Álex Sánchez, que ya en los primeros partidos comienza a ser la nueva referencia goleadora con 5 goles en 7 partidos, se sufre una mala racha de resultados a causa de bajón físico, expulsiones y lesiones, incluido la de Álex Sánchez quedándose el equipo huérfano en ataque y bajando hasta la 7.ª posición. 
Después de ir recuperando efectivos, se llega a la última jornada dependiendo de sí mismo para jugar los playoff y a la vez el premio de jugar de nuevo la Copa del Rey, debiendo de ganar al ya descendido Racing Rioja en su campo, de nuevo el espíritu Las Rozas vuelve aparecer en la afición, desplazando a tres autobuses y coches particulares hasta Logroño para apoyar al equipo, haciendo de la grada y del campo como si se jugara de local, con 1 1 en el marcador a falta de 5 minutos para la conclusión  Álex Sánchez anota el 1-2 ante el delirio de la afición, clasificando al equipo y concluyendo una temporada histórica en 4.ª posición, celebrándolo de vuelta a Utebo, jugadores, directiva y toda la afición que fue clave toda temporada.

### Fase ascenso
Tanto el club como el equipo afrontan el playoff como una fiesta para la afición, sin presión para los jugadores , pero sin dejar de competir, enfrente el filial del Granada C. F., la ida se juega en Utebo ante más de 1500 espectadores y un ambiente espectacular, con victoria del Granada B por 1-2 condicionada por el viento y por rigurosas decisiones arbitrales. La vuelta en Granada se juega en su ciudad deportiva, sin iluminación, con límite de aforo (700), se desplazan unos 100 aficionados del Utebo con su entrada adquirida con antelación, una hora antes del partido y con el aforo lleno, cientos de aficionados se quedan sin poder entrar, incluidos una veintena de Utebo, teniendo que ir el presidente Alfonso Orcajo a sugerir su entrada, con el partido ya iniciado, con 2 1 a favor del Granada el minuto 60  se suspende rl encuentro por una lluvia torrencial con granizo incluido, al reanudarse. con el campo impracticable, lleno de agua, el Granada marca el 3 1, cuando todo parecía definitivo el equipo saca la rabia y logra empatar a 3 3 ante el delirio de ese centenar que se había desplazado y a falta de solo un gol más para forzar la prórroga, con todo el Granada metido en su área no se logra el objetivo.

## Estadio
El Utebo Fútbol Club juega sus partidos como local en el Estadio de Santa Ana de la localidad, terreno de juego dotado de césped artificial y con una capacidad para 500 espectadores sentados.
El equipo está animado en todos sus encuentros por la hinchada del "Frente Barbo", que no falta a una sola cita para animar y aupar a la victoria a su equipo.

## Uniforme
- Uniforme titular: Camiseta azul, pantalón blanco, medias azules.
- Uniforme alternativo: Camiseta roja, pantalón rojo y medias rojas.

## Jugadores
Entre los jugadores más importantes que han pasado por la entidad ribereña destacan el zaragozano Cani, o el fuentero Miguel Linares.

## Entrenadores
Últimos entrenadores
- 1993-1993: Julio Beldarrain.
- 1993-1993: Alfredo Laguna.
- 1993-1994: Gabriel Tardío.
- 1994-2002: Se desconoce.
- 2002-2005: David Navarro Arenaz
- 2007-2008: Armando Monge.
- 2008-2013: Se desconoce.
- 2013-2014: Armando Monge.
- 2014-2018: Jorge Abad.
- 2018-2019: Juan Carlos Beltrán Agoiz.
- 2019-2019: Víctor Gumiel.
- 2019-2021: Rubén Zapater.
- 2021-Presente: Juan Carlos Beltrán Agoiz.

## Datos del club
- Temporadas en Segunda División B: 1.
- Temporadas en Tercera División: 38.
- Mejor puesto en liga: 19.º (temporada 1993-94).a
- Participaciones en la Copa del Rey: 5.
- Mejor puesto en Copa del Rey: 3.ª ronda (en la 1992-93).
- Mayor goleada conseguida:
  - En casa: Utebo F. C. 3-0 Touring K. E. (1993-94).a
  - Fuera: Real Unión 0-2 Utebo F. C. (1993-94).a
- Mayor goleada encajada:
  - En casa: Utebo F. C. 1-4 C. D. Logroñés "B" (1993-94).a
  - Fuera: Deportivo Alavés 6-0 Utebo F. C. (1993-94).a
- Clasificación histórica de la Segunda División B: 377.º
- Clasificación histórica de la Tercera División: 54.º
- Más partidos entrenados: Tardío (23), Laguna (10), Beldarrain (5).a
- Más partidos disputados: Javi García (103), Urrea (43), Raúl (39), Martín (37).b
- Más minutos: Urrea (3815), Raúl (3422), Martín (3330).b
- Más goles: Javi Garcia(43),Pardillos (6), Falcón (4), Chus (4).b
- Más goles en una sola temporada:Javi García (17) en la 2010- 2011, Pardillos (6, en la 1993-94).b
- Expulsado más veces: Chipi (2), Chus (2).b

Datos referidos a:
a Segunda División B.
b Segunda División B y Copa del Rey.

## Palmarés

### Campeonatos nacionales
- Tercera División de España (1): 2003-04 (Grupo XVI).
- Subcampeón de la Tercera División RFEF (1): 2021-22 (Grupo XVI).
- Subcampeón de la Tercera División de España (4): 1992-93 (Grupo XVI), 1995-96 (Grupo XVI), 2004-05 (Grupo XVI) y 2006-07 (Grupo XVII).

### Campeonatos regionales
- Regional Preferente de Aragón (2): 1968-69[5] y 1989-90 (Grupo 1).[6]
- Primera Regional de Aragón (3): 1953-54,[7] 1964-65[8] y 1973-74.[9]
- Copa RFEF (fase regional de Aragón) (1): 2017-18.[10]
- Campeonato de Aragón de Aficionados[11] (1): 1965-66.
- Subcampeón de la Copa RFEF (fase regional de Aragón) (1): 2003-04.[12]

### Palmarés del Utebo F.C. "B"
Campeonatos regionales
- Segunda Regional B de Aragón (1): 2008-09.[13]